# Groblersdal
Groblersdal (Afrikaans; deutsch etwa: „Groblers Tal“) ist eine Stadt in der südafrikanischen Provinz Limpopo. Sie ist Verwaltungssitz des Distrikts Sekhukhune und der Local Municipality Elias Motsoaledi.

## Geographie
2011 hatte Groblersdal gemäß Volkszählung 4329 Einwohner. Die Stadt liegt rund 32 Kilometer nördlich des Loskop Dam, von wo das Wasser über den Lepelle und den parallel verlaufenden Loskop Canal in das Gebiet um Groblersdal geleitet wird. Es ist das zweitgrößte künstlich bewässerte Gebiet Südafrikas. Mit 48 Prozent ist der Anteil der weißen Bevölkerung relativ hoch.

## Geschichte
Der Ort wurde 1938 auf der Farm Klipbank gegründet. die dem Farmer Willem Jacobus Grobler gehört hatte. Die Gründung war Teil des Bewässerungsprojektes (Loskop Irrigation Scheme) nördlich des Loskop Dam. Nach der Abschaffung der Apartheid 1994 war Groblersdal auch noch 1998 die letzte Stadt in Südafrika, deren Stadtrat nach den Regeln der Apartheidgesetzgebung gewählt war. Der Stadtrat hatte dazu das Machtvakuum zwischen zwei Provinzen ausgenutzt und mehrere Gerichtsverfahren ignoriert. 2011 kam Groblersdal von der Provinz Mpumalanga zur Provinz Limpopo.

## Wirtschaft und Verkehr
Groblersdal ist ein landwirtschaftliches Zentrum. Vor allem Baumwolle, Tabak, Zitrusfrüchte, Weintrauben, Mais und Weizen werden um die Stadt angebaut.
Die National Route 11 führt etwa in Nordwest-Südost-Richtung durch die Stadt und verbindet Mokopane und Marble Hall mit Middelburg. Die R25 führt westwärts nach Bronkhorstspruit, die R33 südostwärts nach eMakhazeni. Südlich der Stadt liegt der Groblersdal Kob Airport, dessen Start- und Landebahn rund 3,1 Kilometer lang ist.